# Kỳ giông núi Pigeon
Kỳ giông núi Pigeon, tên khoa học Plethodon petraeus, là một loài kỳ giông trong họ Plethodontidae. Chúng là loài đặc hữu của Bắc Mỹ.
Các môi trường sống tự nhiên của chúng là các khu rừng ôn hòa, vùng nhiều đá, và hang. Loài này đang bị đe dọa do mất môi trường sống.